# Chinchao (distrito)
O Distrito peruano de Chinchao é um dos onze distritos que formam a Província de Huánuco, situada no Departamento de Huánuco, pertencente a Região Huánuco, na zona central do Peru.

## Transporte
O distrito de Chinchao é servido pela seguinte rodovia:
- PE-18A, que liga o distrito de Luyando à cidade de Pillco Marca [1][2][3]